# Lena Anderson
Lena Anderson (ur. 1939 w Sztokholmie) – szwedzka pisarka i ilustratorka książek dla dzieci.
Pierwszą książką autorki opublikowaną w Polsce była Linnea w Ogrodzie Moneta. Wydało ją w 1985 roku Wydawnictwo Łódzkie w tłumaczeniu Krystyny Hugosson Bujwid. Obecnie książki Leny Anderson publikuje Wydawnictwo Zakamarki, które wspomniany tytuł wydało w tłumaczeniu Agnieszki Stróżyk i w nieco większym formacie.

## W Polsce opublikowano
| L.p. | Tytuł polski             | Tytuł oryginalny           | Autor           | Tłumacz                  | Rok pierwszego wydania w Szwecji | Rok pierwszego wydania w Polsce | ISBN              |
| ---- | ------------------------ | -------------------------- | --------------- | ------------------------ | -------------------------------- | ------------------------------- | ----------------- |
| 1    | Rok z Linneą             | Linneas årsbok             | Christina Björk | Agnieszka Stróżyk        | 1982                             | 2010                            | 978-83-60963-76-0 |
| 2    | Linnea w Ogrodzie Moneta | Linnea i Målarens Trädgård | Christina Björk | Krystyna Hugosson Bujwid | 1985                             | 1993                            |                   |
| 2    | Linnea w ogrodzie Moneta | Linnea i Målarens Trädgård | Christina Björk | Agnieszka Stróżyk        | 1985                             | 2009                            | 978-83-60963-64-7 |
| 3    | Lato Stiny               | Stinas sommar              | Lena Anderson   | Agnieszka Stróżyk        | 2013                             | 2014                            | 978-83-7776-042-0 |
| 4    | Pola piecze              | Mollan och bullarna        | Lena Anderson   | Agnieszka Stróżyk        | 2002                             | 2023                            | 978-83-7776-243-1 |
| 5    | Pola u babci             | Mollan och mormor          | Lena Anderson   | Agnieszka Stróżyk        | 2002                             | 2023                            | 978-83-7776-242-4 |